# كاظم الحجاج
كاظم الحجاج هو شاعر عراقي من مواليد البصرة 1942 ينحدر من مدينة الهوير في محافظة البصرة جنوب العراق. يحمل كاظم الحجاج بكلوريوس شريعة وآداب من كلية الشريعة جامعة بغداد 1967.

## أعماله
ومن مؤلفاته الشعرية المطبوعة:
- أصدر مجموعته الشعرية الأولى (أخيرا تحدث شهريار) بغداد 1973
- مجموعته الشعرية الثانية (إيقاعات بصرية) بغداد 1987
- مجموعة شعرية ثالثة (غزالة الصبا) عمّان 1999
- دراسة أنثربولوجية في كتاب بعنوان (المرأة والجنس بين الأساطير والأديان) صدر في بيروت 2002
- مجموعة شعرية رابعة (مالا يشبه الأشياء) بغداد 2005
- مجموعة شعرية خامسة (جدارية النهرين) دمشق 2011[1]
- كتب للمسرح أربع مسرحيات، عرضت منها ثلاثا، وفازت اثنتان منها بجوائز
- يكتب عمودا صحفيا أسبوعيا في صحيفة (الأخبار) البصرية منذ صدورها في آب 2003 عنوانه (بهارات)
- متقاعد بعد ممارسة التدريس لثمانية وعشرين عاما.